# Bundesstraße 28
Pour les articles homonymes, voir B28 et Route 28.
La Bundesstraße 28 (abrégé en B 28) est une Bundesstraße reliant la frontière française (RN 4), près de Kehl, à Senden.

## Localités traversées
- Kehl
- Appenweier
- Oberkirch
- Oppenau
- Bad Peterstal-Griesbach
- Freudenstadt
- Pfalzgrafenweiler
- Altensteig
- Nagold
- Herrenberg
- Tübingen
- Reutlingen
- Metzingen
- Bad Urach
- Blaubeuren
- Blaustein
- Ulm
- Neu-Ulm
- Senden